# Międzypaństwowy Komitet Lotniczy

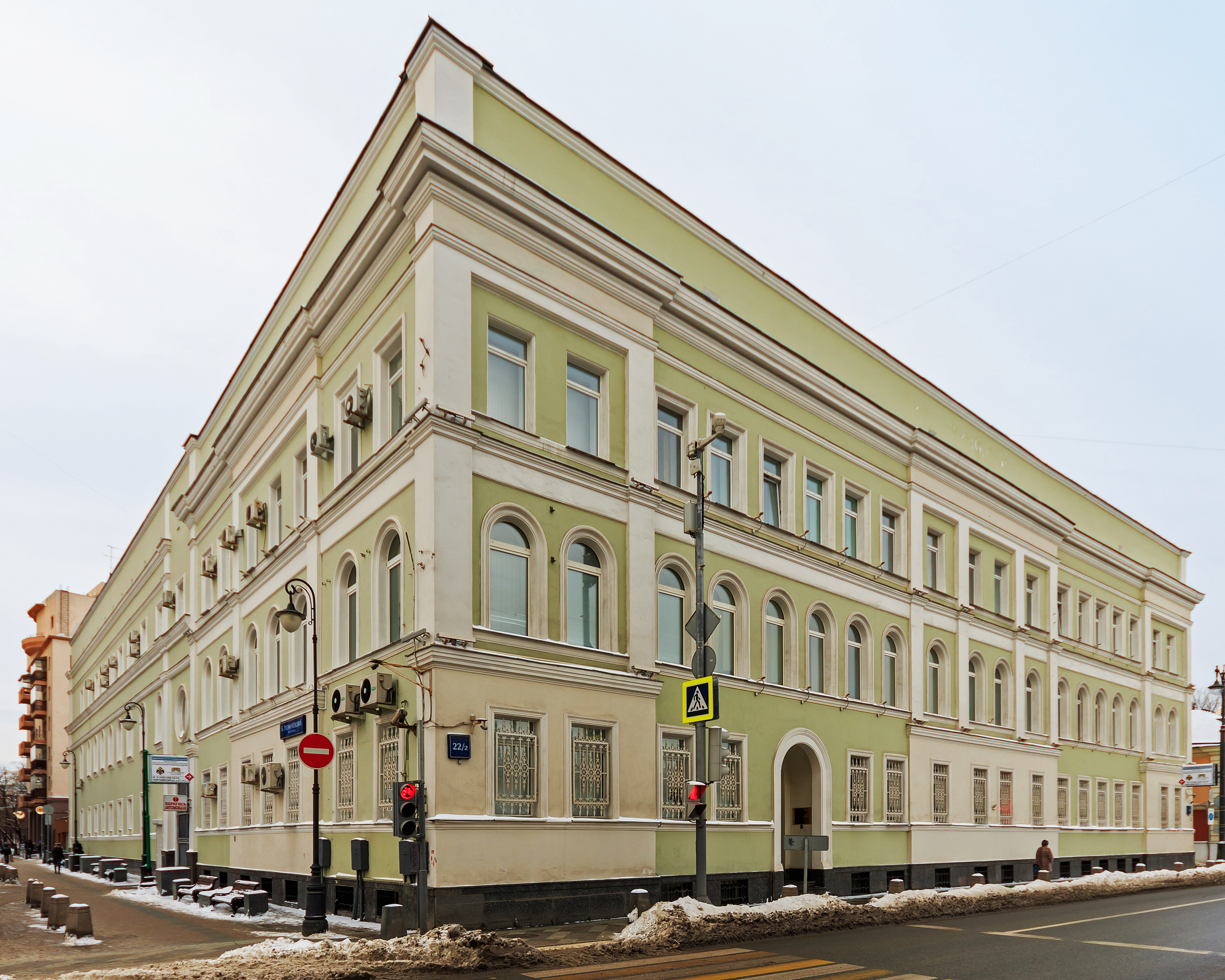
IAC/MAK head office

Międzypaństwowy Komitet Lotniczy (ros. Межгосударственный авиационный комитет (МАК) – Mieżgosudarstwiennyj Awiacyonnyj Komitiet) – organizacja powołana 30 grudnia 1991 w celu badania przyczyn cywilnych wypadków lotniczych na terenie państw będących wcześniej republikami Związku Radzieckiego, a następnie skupionych wokół Wspólnoty Niepodległych Państw, zarejestrowana w Organizacji Międzynarodowego Lotnictwa Cywilnego (ICAO) jako niezależna międzynarodowa organizacja regionalna.
Międzypaństwowy Komitet Lotniczy zajmuje się także certyfikowaniem sprzętu lotniczego (w tym typów samolotów) oraz lotniczych zakładów produkcyjnych i remontowych położonych na obszarze jego działalności.
W pracach komitetu uczestniczą: Azerbejdżan, Armenia, Białoruś, Kazachstan, Kirgistan, Mołdawia, Rosja, Tadżykistan, Turkmenistan, Uzbekistan i Ukraina. Komitetowi przewodniczy Tatjana Anodina, a jej zastępcami są Oleg Jermołow, Aleksiej Morozow, Jelena Nowikowa, Aleksandr Fiłatow i Igor Cigarenko. Członkowie Komitetu posiadają immunitet dyplomatyczny, a jego siedziba w Moskwie jest eksterytorialna.
Komitet jest nadzorowany przez Radę Lotnictwa i Nadzorowania Przestrzeni Powietrznej, powołaną przez Wspólnotę Niepodległych Państw. W skład Rady Lotnictwa wchodzi po dwóch przedstawicieli każdego z państw wchodzących w skład Komitetu – osoba kierująca w danym kraju urzędem zarządzającym sprawami lotnictwa oraz dowódca sił powietrznych. Decyzje Rady Lotnictwa zapadają jednogłośnie.
Po katastrofie polskiego Tu-154 w Smoleńsku (2010) w pracach komisji powołanej przez Międzypaństwowy Komitet Lotniczy i rosyjskie Ministerstwo Obrony w celu zbadania i ustalenia przyczyn katastrofy brał udział jako akredytowany przedstawiciel Polski (w oparciu o Załącznik 13 do Konwencji chicagowskiej z 1944 roku o międzynarodowym lotnictwie cywilnym) przewodniczący polskiej Państwowej Komisji Badania Wypadków Lotniczych (PKBWL) Edmund Klich.

## Kontrowersje
Decyzje i orzeczenia Komitetu wywoływały niekiedy kontrowersje. 

### Uchwała rosyjskiej Dumy Państwowej (2003)
W 2003 roku rosyjska Duma Państwowa podjęła uchwałę, w której wyraziła oburzenie z powodu cofnięcia przez MAK certyfikatu rosyjskiemu samolotowi Ił-86; w uchwale stwierdzono m.in., że połączenie przez Międzypaństwowy Komitet Lotniczy funkcji certyfikacji statków powietrznych i badania przyczyn katastrof lotniczych doprowadziło do tego, że główną przyczyną większości wypadków stał się, według komitetu, "czynnik ludzki", a nie pogorszenie stanu technicznego samolotów, co prowadzi do przerzucania winy za wypadki na członków załóg statków powietrznych. W uchwale tej Duma postulowała likwidację komitetu i zastąpienie go przez organy państwowe. 

### Kontrowersje po katastrofie armeńskiego Airbusa A-320 (2006)
Do kolejnych kontrowersji doszło w 2006 roku, po zakończeniu badania przez MAK przyczyn katastrofy Airbusa A-320 armeńskich linii lotniczych Armavia; armeński przewoźnik nie zgodził się wówczas z wnioskami komitetu, a MAK oskarżano o zatajenie dowodów dotyczących błędów obsługi lotniska i fatalnego stanu technicznego portu lotniczego.

### Kontrowersje po katastrofie polskiego Tu-154M w Smoleńsku (2010)
Do kontrowersji doszło także w 2011 roku, po zakończeniu badania przez MAK katastrofy polskiego Tu-154 w Smoleńsku, gdy MAK opublikował raport końcowy z badania katastrofy wraz z uwagami strony polskiej, w których zwróciła się ona o ponowne sformułowanie przyczyn i okoliczności katastrofy Tu-154; zdaniem polskich ekspertów część z przedstawionych przyczyn katastrofy nie miała potwierdzenia w faktach. MAK opublikował uwagi strony polskiej jako integralną część raportu końcowego i zamknął dochodzenie. Zdaniem przedstawicieli polskich władz w trakcie badania katastrofy MAK naruszał postanowienia Załącznika 13 do Konwencji chicagowskiej; wielokrotne interwencje w tej sprawie pozostały bez odpowiedzi. W 2011 roku polska Komisja Badania Wypadków Lotniczych Lotnictwa Państwowego (KBWLLP) opublikowała raport końcowy z badania katastrofy w Smoleńsku, którego ustalenia częściowo nie pokrywały się z ustaleniami MAK.

### Kontrowersje po katastrofie lotu Yak Service 9634 (2011)
Wynik dochodzenia MAK po katastrofie lotu Yak Service 9634 z 7 września 2011 roku (zginęła w nim cała drużyna hokejowa klubu Łokomotiw Jarosław) wskazał, że przyczyną były błędy pilotów –nieumyślne wciśnięcie pedałów hamulców, wskutek czego samolot był hamowany na pasie podczas rozbiegu i nie uzyskał odpowiedniej prędkości (a tym samym i siły nośnej), by pomyślnie wystartować. W lutym 2012 roku rodziny pilotów skierowały sprawę do sądu w Moskwie, kwestionując wyniki dochodzenia MAK. Ich wniosek stwierdzał, że dochodzenie zostało przeprowadzone z naruszeniem norm i zalecanych praktyk Konwencji o międzynarodowym lotnictwie cywilnym, a MAK nie był organem właściwym do przeprowadzenia takiego badania i że eksperci uczestniczący w badaniu, nie mieli odpowiednich kwalifikacji. Zamoskworiecki Trybunał w Moskwie odmówił przyjęcia pozwu, tłumacząc, że MAK działa w imieniu członków umowy międzyrządowej, a wniosek nie jest właściwy, gdyż MAK korzysta z immunitetu dyplomatycznego. Decyzję podtrzymał następnie sąd miejski w Moskwie. Następnie prawnicy rodzin zwrócili się do Trybunału Konstytucyjnego Federacji Rosyjskiej z wnioskiem o sprawdzenie zgodności z prawem korzystania z immunitetu dyplomatycznego przez MAK oraz tego, czy zgodne z Konstytucją jest, że ustalenia Komisji nie mogą być kwestionowane w sądzie.